# سقوط قرطاج (533)
سقوط قرطاج أو فتح قرطاج أو معركة الحرف العاشر هي حملة عسكرية بيزنطية على مدينة قرطاج عاصمة المملكة الوندالية في سنة 533م.